# Donald McIntyre
Sir Donald McIntyre (* 22. Oktober 1934 in Auckland, Neuseeland) ist ein neuseeländischer Opernsänger (Bassbariton).

## Leben
Er ergriff den Beruf eines Volksschullehrers, entschloss sich jedoch zur Sängerlaufbahn. Seine Gesangsausbildung erhielt er zuerst in Neuseeland bei Hubert Milverton-Carva in Auckland. Nach Erhalt eines staatlichen Stipendiums setzte er seine Studien an der Guildhall School of Music in London fort. 1959 debütierte er an der Welsh National Opera als Zaccaria in Verdis Nabucco. In den darauffolgenden Jahren war er Mitglied der Sadler’s Wells Opera, wo er u. a. auch Partien in Mozart- und Verdi-Opern in englischer Sprache sang.
Bekanntheit erlangte er vor allem durch seine Interpretation der großen Wagner-Partien: Wotan/Wanderer, Hans Sachs, Holländer, Telramund, Kurwenal; im Parsifal sang er im Laufe der Jahre Klingsor, Amfortas und Gurnemanz. Sein Debüt in Bayreuth feierte er 1967 als Telramund im Lohengrin. Hier war er u. a. auch von 1976 bis 1980 im legendären Boulez/Chereau-Ring als Wotan/Wanderer zu hören. Die Rolle des Wotan sang er u. a. auch an der Metropolitan Opera in New York und am Royal Opera House Covent Garden in London, wo er im Laufe der Jahre auch in zahlreichen weiteren Rollen zu hören war. Weitere Stationen seiner Karriere waren u. a. die Wiener Staatsoper, die Mailänder Scala, sowie die Opernhäuser von Hamburg, München, Paris und Buenos Aires. Zur Wiedereröffnung des Zürcher Opernhauses 1984 sang er die Rolle des Hans Sachs in den Meistersingern. Immer wieder trat er auch in Opernproduktionen in seiner neuseeländischen Heimat auf.
Neben dem deutschen Opernrepertoire – Strauss (in Elektra, Salome, Arabella, Die Frau ohne Schatten), Beethoven (Fidelio), Mozart (Die Zauberflöte), Berg (Wozzeck), Weber (Der Freischütz), Hindemith (Cardillac) u. v. a. m. – sang er auch einige Rollen des italienischen (Scarpia in Puccinis Tosca, Prospero in Berios Un re in ascolto) und französischen (Golaud und Arkel in Debussys Pelléas et Mélisande) Repertoires, sowie in Janáčeks Věc Makropulos die Rolle des Jaroslav Prus in tschechischer Sprache.
Im Jahr 1992 wurde er durch die britische Königin Elisabeth II. in den Adelsstand erhoben.
Er war weiterhin sängerisch tätig. So war er etwa 2004 in Longborough als „Wotan/Wanderer“, im März 2006 in Wellington als „Gurnemanz“ sowie in der kleinen Rolle des „alten Dieners“ in Elektra 2013 in Aix en Provence und 2014 an der Mailänder Scala zu hören.
2019 veröffentlichte er seine Memoiren The Only Way Is Up.